# François-Simon van der Dussen de Kestergat

Wapen van de familie van der Dussen de Kestergat

François-Simon Charles van der Dussen de Kestergat (Brussel, 30 december 1773 - Sint-Jans-Molenbeek, 22 januari 1846) was een Zuid-Nederlands edelman.

## Geschiedenis
François was een zoon van Charles-Emmanuel van der Dussen (1743-1812), heer van Kestergat, Habbeke en Erpent, lid van de adellijke stand in Namen, en van Marie-Madeleine d'Herbais. Charles-Emmanuel was in 1779 erkend als edelman binnen de Staten van Namen.
François werd in de Franse tijd maire en nadien burgemeester van Sint-Jans-Molenbeek. Onder het Verenigd Koninkrijk der Nederlanden werd hij in 1823 erkend in de erfelijke adel.
Hij trouwde in 1795 in Brussel met Anne-Caroline le Brun de Miraumont (1767-1838). Ze kregen zes kinderen, met afstammelingen tot heden.